# Dom pod Storžičem
Dom pod Storžičem je horská chata nacházející se v masivu hory Storžič, v západní části Kamnicko-Savinjských Alp, ve Slovinsku. Stavení je ve vlastnictví slovinského horského spolku PZS, sekce Tržič. Kapacita chaty činí 68 lůžek a 60 míst v restauraci. Není k dispozici winterraum.

## Historie
Chata byla postavena v roce 1939. V roce 1955 se chata přistavovala, aby mohla sloužit také jako noclehárna a v roce 1959 byla přivedena elektřina. V roce 1981 prošla chata poslední modernizační úpravou.

## Poloha
Dom pod Storžičem leží na konci údolí Lomščica, kde k ní je přivedena sjízdná silnice z obce Grahovše. U chaty je menší parkoviště. Její poloha přímo pod severním svahem Storžiče (2132 m) z ní dělá dobrý startovní bod pro turisty a horolezce.

## Možné cíle
- Storžič (2132 m) skrz vhloubení v severní stěně zvané Žrelo 3 hod.
- Storžič (2132 m) přes hřeben Škarjev rob 3,30 hod.
- Storžič (2132 m) přes Malou a Velikou Poljanu po hřebeni Psica 3,30 hod.
- Tolsti vrh (1715 m) přes Malou Poljanu 2 hod.
- Ženiklovec (1715 m) přes sedlo Javorniški preval 2 hod.
- Bela peč (1583 m) přes planinu Javornik 2 hod.
- Stegovnik (1692 m) přes planinu Javornik 3 hod.